# Clianthus puniceus
Kakabeak (pico de Kaka) (Kōwhai ngutukākā en Maorí) es una legumbre con porte de arbusto leñoso nativa de la Isla Norte de Nueva Zelanda, con espectaculares racimos de flores rojas. Nombre científico Clianthus puniceus.  

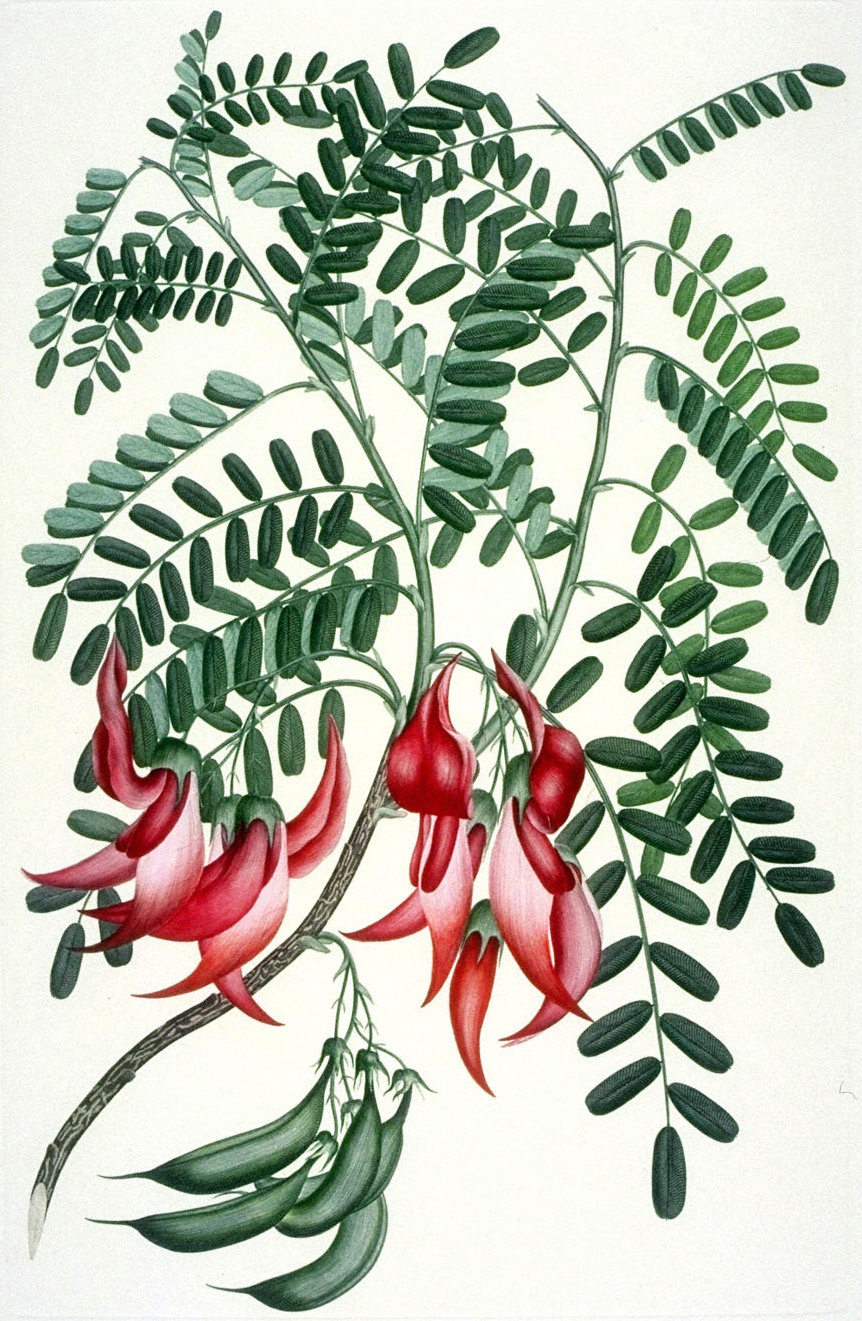
Ilustración Botánica del primer viaje de Cook

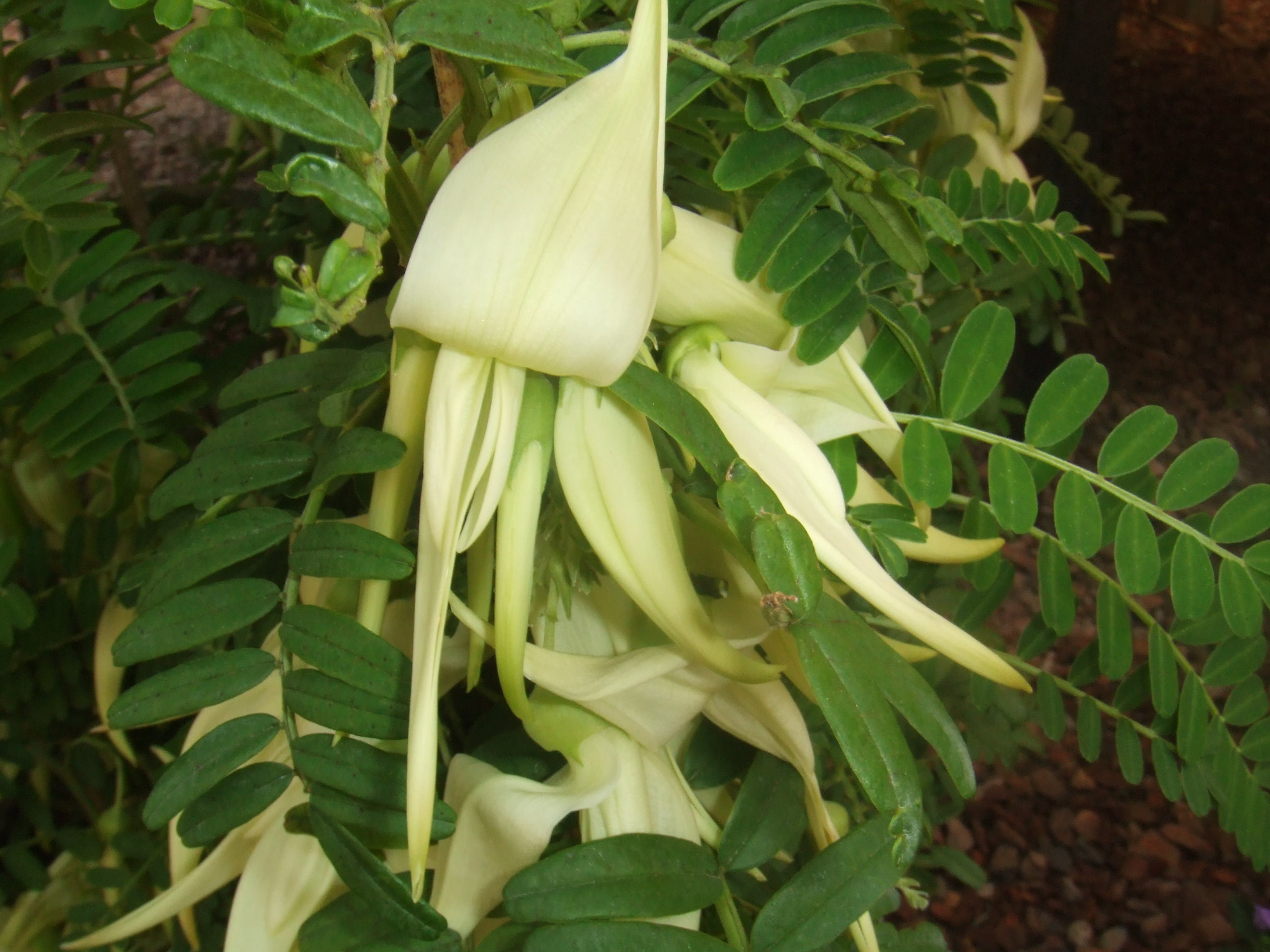
Variedad con flores blancas

## Etimología
Estas flores se asemejan al pico del Kākā, un loro de Nueva Zelanda, y la planta también se conoce como:
- Parrot's Beak (pico del loro)
- Parrot's Bill (el loro de Bill)
- Lobster Claw (garra de langosta)

Hay también una variedad con flores color crema o blanco.

## Descripción
El kakabeak puede alcanzar los 2 metros de altura, con ramas que se expanden en amplitud produciendo racimos de hojas de unos 15 cm de longitud que portan varios pares de hojitas. 
Normalmente florecen desde la primavera a principios del verano, pero pueden florecer dos veces al año, e incluso a lo largo de todo el año si las condiciones son favorables.

## Estado de conservación
La especie se encuentra en peligro de extinción en su medio natural, con solamente 153 ejemplares censados según una investigación del año 2005 (bajando de los 1000 censados en 1996), primordialmente en la región de East Cape.
Se cultivan ampliamente como planta de jardín, pero las líneas que se cultivan descienden de solamente unas pocas plantas y no presentan diversidad genética.

## Curiosidades
Hay otros tres géneros de legumbres nativas de Nueva Zelanda; Carmichaelia, Montigena, y Sophora. Kakabeak presenta similitudes con Sturt's desert pea de Australia, que en un principio estuvo agrupado junto con Kakabeak en el género Clianthus.
El kakabeak se encuentra representado en un sello de Nueva Zelanda de 2 céntimos de 1967.

## Taxonomía
Clianthus puniceus fue descrito por (G.Don) Banks & Sol. ex Lindl. y publicado en Transactions of the Horticultural Society of London, ser. 2 1: 521. 1835.
Sinonimia
- Donia punicea G. Don[7]